# Novyj Kalyniv
Novyj Kalyniv (ukrainsk: Но́вий Кали́́нів) er en lille by i Sambir rajon (distrikt), Lviv oblast (region) i Ukraine. Novyi Kalyniv er vært for administrationen af Novyi Kalyniv urban hromada, en af hromadaerne i Ukraine.I 2021 havde byen  4.256 indbyggere.. Lokale myndigheder - Novyi Kalyniv byråd.
Byen blev bygget i 1951 som en militær bosættelse for den sovjetiske luftbase Novy Kalinov.